# Nabis
Nabis (grekiska Νάβις) var tyrann i Sparta 206-192 f.Kr. 
Han tycks ha tillhört kungasläkten och tog sig också titeln kung. Han stödde sig särskilt på den lägre delen av befolkningen, perioiker och heloter, vars rättigheter han sökte utvidga, och uppträdde på så sätt som en fortsättare av Kleomenes III:s reformer, men regerade med stor hårdhet och förtryck. 204 f.Kr. kom han i krig med det achaiska förbundet, som leddes av Filopoimen från Megalopolis. 
Kriget fördes med växlande lycka; det upphörde för en tid 197, då romarna slöt förbund med Nabis, men började igen år 195, då Nabis kom i strid med achaierna om Argos. Både achaierna och romarna vände sig nu mot Sparta, och Nabis måste 194 avstå en stor del land, däribland de lakoniska hamnstäderna. 
När han försökte återerövra dem kom han på nytt i krig med achaierna och besegrades av Filopoimen, som dock av romarna tvingades lämna Lakonien år 192. Samma år dödades Nabis av aitoliern Alexamenos, som hade kommit till Sparta med en armé under förevändning att vilja hjälpa honom. Aitolierna blev dock snart fördrivna och Sparta inträdde i det achaiska förbundet.